# 中野市立平野小学校
中野市立平野小学校（なかのしりつひらのしょうがっこう）は、長野県中野市にある公立小学校である。

## 概要
平野小学校は中野市の江部地区にある学校である。2019年度現在は480人の生徒が在籍、職員数は37人。

## 校章
平和の象徴であるハトに「小」の字を表したデザイン。平和の中に平野小学校の子供が「あかるく・強く・むつまじく」育つよう願いを込めたもの。

## 沿革
- 1889年（明治22年）4月1日 - 平野村立平野尋常小学校開校。
- 1941年（昭和16年） - 平野国民学校となる。
- 1954年（昭和29年） - 平野村が中野市へ合併。中野市立平野小学校となる。
- 1966年（昭和41年） - 体育館落成。
- 1974年（昭和49年） - 創立100周年記念行事が行われる。
- 1983年（昭和58年） - 北校舎、新プール、南校舎完成。
- 1992年（平成4年） - 体育館竣工式。
- 2011年（平成23年） - トイレ洋式化。
- 2014年（平成26年） - 創立140周年記念事業（記念運動会・記念音楽会の実施、航空写真・全校写真の撮影、体育館大型スクリーンの設置、記念クリアファイルの作成）。